# 卡里 (密蘇里州)
卡里（英語：Carie）是位於美國密蘇里州里普利縣的非建制地區。

## 歷史
卡里的郵局於1898年設立，其後於1915年停運。

## 地理
卡里所處的海拔為高於海平面192米（即630英呎），而該地所採用的時區為UTC-6，即北美中部時區（CST）。同時該地設有夏令時間，為UTC-6調快一小時，即UTC-5（CDT）。